# Pékin Express : La Route des grands fauves
Vous pouvez aider à l'améliorer ou bien discuter des problèmes sur sa page de discussion.
- Le fond est à vérifier. Si vous venez d’apposer le bandeau, merci d’indiquer ici les points à vérifier. (Marqué depuis septembre 2022)

Vous pouvez aider à l'améliorer ou bien discuter des problèmes sur sa page de discussion.
- Son texte doit être wikifié : il ne correspond pas à la mise en forme Wikipédia (style, typographie, liens internes, liens entre les wikis, etc.). (Marqué depuis septembre 2022)
- Sa typographie ne respecte pas les conventions de Wikipédia. Vous pouvez solliciter de l’aide de l’Atelier typographique. (Marqué depuis septembre 2022)
- Il semble adopter un ton trop journalistique, voire sensationnaliste. Modifiez son contenu pour adopter un style encyclopédique. (Marqué depuis avril 2025)

 (septembre 2022).
Pékin Express : La Route des grands fauves est la 7e édition du jeu télévisé Pékin Express, émission de télévision franco-belgo-luxembourgeoise de téléréalité, diffusée chaque semaine sur M6 du mercredi 20 avril 2011 au mercredi 6 juillet 2011. Elle est également diffusée en Belgique du mardi 6 septembre 2011 au mardi 22 novembre 2011 sur Plug RTL. Elle est présentée par Stéphane Rotenberg, désigné comme directeur de course. Ce sont Jean-Pierre et François, les bourgeois décalés, qui l'emportent. Ils empochent la somme de 7 000 €. À noter que la somme minimale promise aux vainqueurs est de 10 000 €.

## Production et organisation
L'émission est présentée par Stéphane Rotenberg, qui a le rôle de directeur de course, et est produite par Studio 89 Productions. L'émission est réalisée par Laurent Villevieille et Sébastien Zibi.
Pour la première fois, l'émission se déroule en Afrique, à travers 5 pays : l'Égypte, le Kenya, la Tanzanie, le Lesotho et l'Afrique du Sud. Les dix nouvelles équipes de candidats ont entamé le tournage en Égypte, le lundi 10 janvier 2011. Il s'est achevé en Afrique du Sud, le mardi 22 février 2011.
Pour cette saison, lors du tournage en Égypte, les équipes ne pouvaient pas dormir chez l'habitant à cause de la tension qui montait dans les pays voisins. Les autorités locales assuraient que cela serait un danger pour les binômes.
L'émission est suivie en deuxième partie de soirée par Pékin Express : Ils vous disent tout, où les 10 équipes reviennent, sous forme d'interview, sur leur incroyable parcours.

## Principe
Comme pour chaque saison de Pékin Express, chaque équipe gère un budget équivalent à un euro par jour et par personne. Cette année, les équipes reçoivent :
- Égypte → EGP
- Kenya → KES
- Tanzanie → TZS
- Lesotho → LSL
- Afrique du Sud → ZAR

Cet argent est alloué à l'achat de nourriture et doit être utilisé uniquement pendant les heures de course. Pour leur progression, les équipes doivent pratiquer l'auto-stop, et se faire offrir le gîte et le couvert la nuit tombée. Chaque équipe se voit attribuer une balise lui permettant d'être notifiée du début et de la fin de la course. Cette balise doit être remise au directeur de course, action marquant alors la fin de l'aventure.

### Règles habituelles
Pour cette saison, les règles habituelles sont présentes, à savoir : l'épreuve d'immunité, qui permet à une équipe d'être immunisée le reste de l'étape ;  le drapeau rouge, qui permet au binôme l'ayant en sa possession de stopper des concurrents dans leur course pendant 15 min ; le handicap remis à l'équipe arrivée dernière lors d'une étape non éliminatoire ; le bonus qui permet à une équipe de vivre un moment unique à la découverte d'un lieu exceptionnel ou de pouvoir obtenir un toit pour la nuit ; l'enveloppe noire qui permet de savoir si l'étape est éliminatoire ou non ; les équipes mixées qui imposent de devoir faire la route avec un autre candidat sous la forme des pousseurs et des ralentisseurs ; le trek qui impose aux équipes de faire une partie de la route à pieds ; l' étape urbaine qui oblige les équipes à se confronter à une grande ville ; le drapeau noir qui rétrograde l'équipe se présentant en sa possession à l'arrivée d'une place ; la balise infernale qui oblige les équipes à descendre de véhicule à chaque fois qu'elle sonne ; les équipes divisées qui oblige les équipes à se séparer. Pendant que l'un participe à l'immunité, l'autre fait le stop ; les équipes groupées, qui obligent les binômes par groupe de quatre à faire la route ensemble..

### Nouveautés
Pour cette saison, de nouvelles règles viennent s'ajouter pour pimenter la course, à savoir : le dossard vert, qui est un joker d'immunité, permettant à l'équipe qui l'emporte en début de saison de s'offrir une immunité en fin d'étape, si elle pense être éliminée et l'équipe surprise, qui donne la chance à deux équipes éliminées précédemment de réintégrer la course après un vote des candidats encore en lice.

## Le parcours
| Etapes | Pays           | Parcours | Kilomètres | Excursions         |
| ------ | -------------- | --- | ---------- | ------------------ |
| 1      | Égypte         | Le Caire - Gizeh - Alexandrie - Rosette - Port-Saïd                                                                | 435 Km     |                    |
| 2      | Égypte         | Port-Saïd - Le Caire - Dashour - Meïdoum                                                                           | 326 Km     |                    |
| 3      | Kenya          | Usenge - Kessup - Tambach - Nakuru                                                                                 | 416 Km     |                    |
| 4      | Kenya          | Nakuru - Ngorengore - Keekorok - Nairobi                                                                           | 505 Km     | Réserve Masai Mara |
| 5      | Kenya          | Nairobi - Voi - Mombasa                                                                                            |            |                    |
| 6      | Tanzanie       | Olpopongi - Engare - Same                                                                                          |            | Kilimandjaro       |
| 7      | Tanzanie       | Same - Grottes d'Amboni - Tanga - Pongwe - Dar es Salam                                                            |            |                    |
| 8      | Tanzanie       | Zanzibar - Kizimbani - Zanzibar - Kidichi - Zanzibar - Kendwa - Mkokotoni - Kizimbani - Paje - Kinasini - Zanzibar |            | Ile d'Unguja       |
| 9      | Afrique du Sud | Blauuwberg - Pilgrim's Rest - Newcastle                                                                            |            |                    |
| 10     | Afrique du Sud | Newcastle - Shakaland - Bethlehem                                                                                  |            |                    |
| 11     | Lesotho        | Butha-Buthe - Mokhotlong - Semonkong - Teyateyaneng - Maseru                                                       |            |                    |
| 12     | Afrique du Sud | Le Cap - Atlantis - Paarl - Vignoble Boschendal - Le Cap - Camps Bay - Kalk Bay - Cape Point - Le Cap              |            |                    |

## Les résumés

### Étape 1 - Sur les traces des Pharaons
| Parcours | Infos    | Adresses                       | Villes     |
| -------- | -------- | ------------------------------ | ---------- |
| 1        | Départ   | Centre-ville                   | Le Caire   |
| 2        | Mission  | Sphinx et Pyramides            | Gizeh      |
| 3        | Immunité | Citadelle de Qaitbay           | Alexandrie |
| 4        | Mission  | Pierre                         | Rosette    |
| 5        | Arrivée  | Jardin Ferial et Canal de Suez | Port-Saïd  |

Jour 1

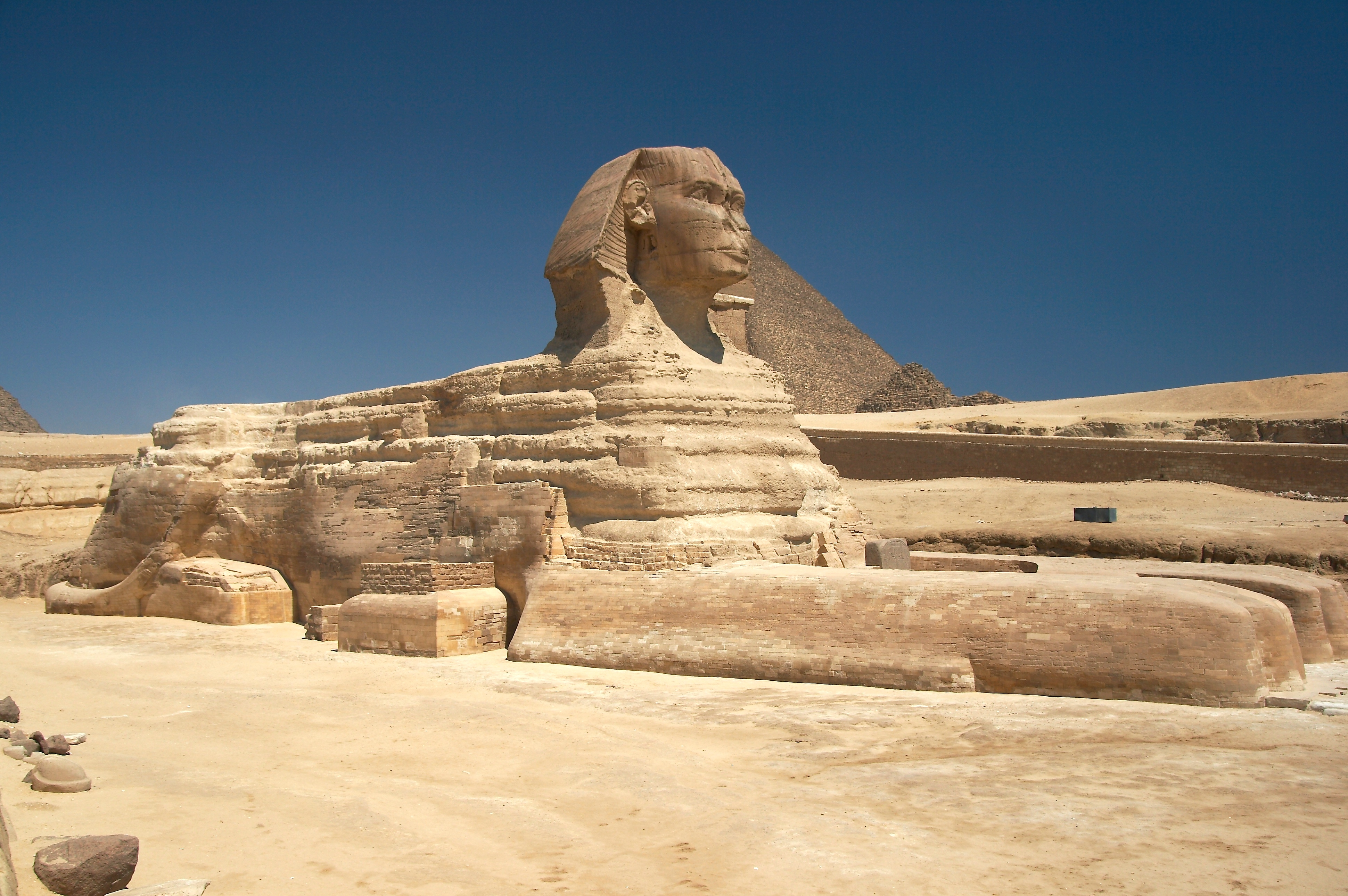
Le Sphinx, ligne de départ de cette saison.

Les dix nouvelles équipes se situent dans des taxis du Caire. La course démarre avec un message radio de Stéphane Rotenberg. Les équipes doivent se rendre le plus rapidement possible devant le Sphinx à 15 kilomètres de là. Mais avant de débuter l'auto-stop, les équipes doivent faire leur sac à dos. La première équipe à s'inscrire sur le registre devant le Sphinx remporte le dossard vert. Et ce sont finalement la mère et la fille, Julie et Nathalie, qui remportent ce précieux privilège.
La course démarre officiellement devant les Pyramides de Gizeh avec un jeu de départ. Les équipes doivent en effet transporter un bloc de pierre de 150 kilogrammes à l'aide de rondin de bois permettant de le faire rouler, sur 100 mètres. Les équipes rejoignent à l'issue de ce jeu la route à dos de chameaux. Les équipes doivent parcourir les 220 kilomètres qui les séparent d'Alexandrie. Jean-Pierre et François arrivent au coude à coude avec Damien et Noëlla au drapeau. Ils sont les premiers à arriver, et se qualifient tous les quatre pour l'épreuve d'immunité. Pierre et Isabelle arrivent troisième et sont également qualifiés. Les équipes vont pouvoir passer la soirée chez l'habitant, mais au vu des conditions actuelles dans le pays, ils dorment tous dans un hôtel de la ville.
Jour 2
L'épreuve d'immunité démarre. Chaque équipe doit ramener cinq cubes comportant un des cinq hiéroglyphes correspondant aux modèles qu'ils ont reçus. Une fois les cinq cubes retrouvés, ils doivent associer les cubes, afin de trouver un mot et valider en appuyant sur un buzzer. Si le drapeau de l'émission se déploie, alors l'équipe remporte l'immunité. Les équipes devaient retrouver le mot : SARCOPHAGE. Jean-Pierre et François buzzent en premier et sont immunisés.
Les équipes reprennent la route en direction de Rosette, à 60 kilomètres de là. Sur place, ils doivent réécrire sur un papier libre l'inscription qu'ils ont en modèle sur un tableau. Il s'agit du Jardin Ferial de Port-Saïd, écrit en arabe. Les équipes ont rendez-vous à 140 kilomètres de là. Toutes les équipes sont arrivées. Stéphane Rotenberg annonce le classement face au Canal de Suez. Julie et Nathalie qui décident de ne pas utiliser le dossard vert sont premières et remportent l'amulette de 7 000 €. En revanche, Damien et Noëlla sont derniers. L'enveloppe noire annonce une étape éliminatoire. Le drôle de couple est éliminé.

### Étape 2 - Dans la folie des rues du Caire
| Parcours | Infos                | Adresses | Villes    |
| -------- | -------------------- | --- | --------- |
| 1        | Départ               | Jardin Ferial | Port-Saïd |
| 2        | Missions et Immunité | Entrée de la vieille ville, Parc Al-Azhar, Palais Bayt I Suhaymi, Souk Al Tarabel, Place El Hussein et Gare Ramsès | Le Caire  |
| 3        | Mission              | Pyramide rhomboïdale                                                                                               | Dahchour  |
| 4        | Arrivée              | Pyramide | Meïdoum   |

Jour 3

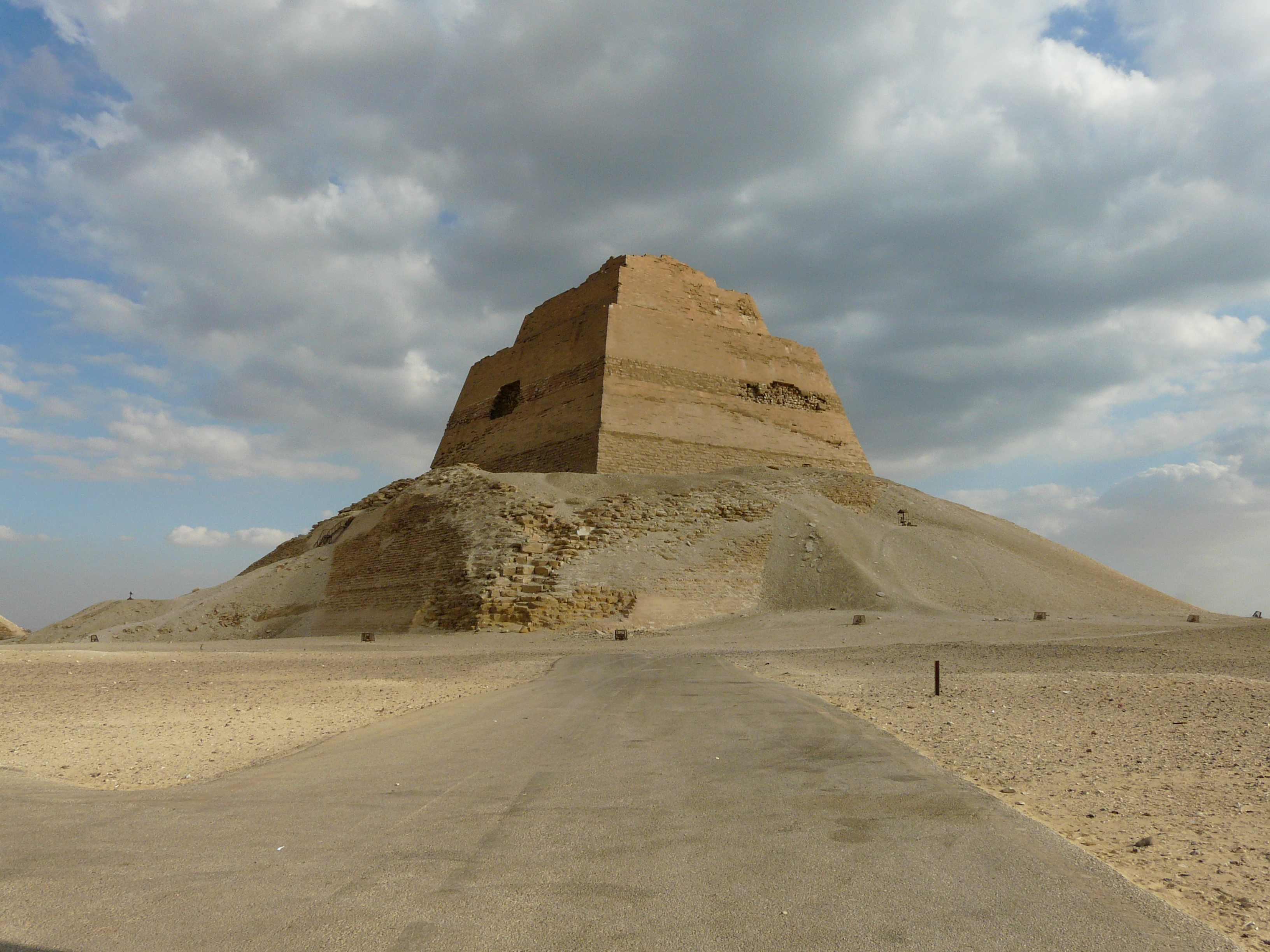
La Pyramide de Meïdoum.
Ligne d'arrivée de cette étape

Les équipes reprennent la route en direction du Caire. Elles doivent parcourir 195 kilomètres et rejoindre l'Entrée de la vieille ville où il va falloir se transformer en vendeur de jus de fruit. Les équipes doivent en vendre un maximum pour récolter 40 livres égyptiennes. À l’issue de cette mission, les équipes doivent parcourir 3 kilomètres et rejoindre Stéphane Rotenberg au Parc Al-Azhar. Ludovic et Samuel arrivent premiers. Ils sont suivis par Pierre et Isabelle et Karim et Leïla, qui participent également à l'épreuve d'immunité. Les équipes peuvent maintenant passer la soirée avec les habitants du Caire, avant d'être hébergés à l'hôtel.
Jour 4
Les trois équipes sélectionnées pour l'épreuve d'immunité sont réunies au Palais Bayt I Suhaymi avec pour objectif de se rendre au Souk Al Tarabel pour récupérer 40 kilos de poivre à l'aide d'un chariot. Une fois le poivre récupéré, les candidats doivent rejoindre Stéphane Rotenberg au Palais Bayt I Suhaymi pour la pesée. S'ils ramènent moins de 40 kilos, ils doivent aller se réapprovisionner. En revanche, s'ils dépassent les 40 kilos, ils subissent 5 minutes de pénalité par kilo en plus. Pierre et Isabelle, qui ont pourtant subi 10 minutes de pénalité, remportent la mission. Ils sont immunisés.
La course reprend sur la place El Hussein. Les équipes doivent récupérer le drapeau rouge devant la Gare Ramsès, à 5 kilomètres de là. Karim et Leïla sont les premiers à s'en emparer. Ils décident de stopper Julie et Nathalie avant le départ. La course redémarre en direction de Dahchour à 46 kilomètres de là. Sur la route, Ludovic et Samuel reçoivent un coup de drapeau correspondant à 15 minutes d'arrêt, tout comme Denis et César, Ingrid et Nicolas et Pierre et Isabelle. Les équipes réussissent finalement à prendre une voiture. Après plusieurs kilomètres, la course s'arrête pour aujourd'hui.
Jour 5
La course reprend. Les équipes doivent entrer dans la pyramide de Dahchour, afin d'y récupérer la suite des instructions. Mais attention, la menace du drapeau rouge pèse toujours. Une fois la mission terminée, les équipes comprennent que l'arrivée se fera devant la Pyramide de Meïdoum, à 77 kilomètres de là. Toutes les équipes sont réunies auprès de Stéphane Rotenberg. Julie et Nathalie n'utilisent toujours pas leur dossard vert. Elles sont à nouveau premières du classement. Julie et Nathalie remportent une nouvelle amulette de 7.000€. Laëtitia et Dianéba, les demis sœurs au grand cœur, finissent dernières de l'étape. L'enveloppe noire étant éliminatoire, elles sont éliminées.

### Étape 3 - Course poursuite au Kenya
| Parcours | Infos                | Adresses                | Villes  |
| -------- | -------------------- | ----------------------- | ------- |
| 1        | Départ               | Village et Lac Victoria | Usenge  |
| 2        | Missions et Immunité | Ecole primaire          | Kessup  |
| 3        | Mission              | Place du marché         | Tambach |
| 4        | Arrivée              | Jardin Nyayo            | Nakuru  |

Jour 8
Les équipes débarquent au Kenya, dans le village de Usenge, au bord du Lac Victoria. Au départ de cette étape, la règle de l'équipe surprise fait son apparition. Stéphane Rotenberg va offrir la possibilité à une des deux équipes éliminées lors des deux premières étapes de réintégrer la compétition. Le destin de ces deux équipes est entre les mains des équipes encore en course. Chaque équipe va devoir voter pour l'équipe qu'elle ne souhaite pas voir revenir dans la compétition.
Voix en faveur de Damien et Noëlla: Jean-Pierre et François / Luc et Clémence / Pierre et Isabelle / Denis et César
Voix en faveur de Laëtitia et Dianéba: Ingrid et Nicolas / Karim et Leïla / Ludovic et Samuel / Julie et Nathalie (Vote x2)
Laetitia et Dianéba réintègrent la compétition. Damien et Noëlla sont définitivement éliminés.
La course démarre avec pour mission de récolter des seaux dispersés dans le village. Chaque équipe doit remplir les seaux d'eau, dans le Lac Victoria, puis remplir des réservoirs, leur permettant de recevoir un talisman, symbole d'une mission accomplie. Les équipes doivent parcourir 230 kilomètres pour rejoindre l'école primaire de Kessup, où une nouvelle mission les attend. Après plusieurs kilomètres parcourus, la balise sonne la fin de la course pour aujourd'hui. Les équipes peuvent trouver un hébergement pour la nuit.
Jour 9
La course reprend en direction de Kessup. Sur place, les équipes doivent apprendre les chiffres de 1 à 10 dans la langue du pays. L'apprentissage se fait en courant avec un écolier. À l’issue de l'apprentissage des chiffres, les équipes doivent se rendre dans l'école où le professeur leur demande de répondre à une opération ou une soustraction. Chaque membre de l'équipe doit donner une bonne réponse. À l’issue de la mission, les équipes doivent parcourir 6 kilomètres et rejoindre le village de Tambach. Luc et Clémence, suivis par Laëtitia et Dianéba, Jean-Pierre et François et Karim et Leïla sont qualifiés pour l'épreuve d'immunité.
Cette épreuve a lieu sur le marché de la ville. Les candidats vont devoir retrouver un objet, présenté en amont par l'animateur du jeu, sur la place du marché. Chaque fois, le joueur qui n'aura pas trouvé son objet est éliminé. Successivement, Clémence, Jean-Pierre, François et Luc sont éliminés. L'immunité se joue donc entre Karim et Leïla et Laëtitia et Dianéba. Rapidement, Dianéba puis Laëtitia sont éliminées. Karim et Leïla remportent l'immunité.
La course reprend avec le drapeau noir en jeu. Karim et Leïla, en tant qu'immunisés, doivent décider à qui revient le drapeau noir. Ils décident de le remettre à Denis et César. Ils remettent sur la route le drapeau à Jean-Pierre et François. Les équipes prennent la route en direction de Nakuru à 180 kilomètres de là, mais après plusieurs kilomètres, la balise sonne la fin de la course pour aujourd'hui.
Jour 10
La course reprend en direction de Nakuru. Jean-Pierre et François qui ont toujours le drapeau noir décident de le remettre sur la route à Karim et Leïla. Ensuite, le drapeau passe dans les mains de César et Denis, puis de nouveau à Jean-Pierre et François et enfin Julie et Nathalie. La mère et la fille arrivent au drapeau d'arrivée avec le drapeau noir. Elles prennent le risque de ne pas jouer leur dossard vert pour ce soir. Ingrid et Nicolas, eux, remportent l'étape et l'amulette de 7.000€. Rétrogradées d'une place, Julie et Nathalie se classent dernières de l'étape. L'enveloppe noire annonce une étape éliminatoire. La mère et la fille sont éliminées de l'aventure. Elles décident de remettre leurs deux amulettes à Luc et Clémence.

### Étape 4 - Les animaux de la savane
| Parcours | Infos             | Adresses                        | Villes     |
| -------- | ----------------- | ------------------------------- | ---------- |
| 1        | Départ et Mission | Savane                          | Nakuru     |
| 2        | Mission           | Route                           | Ngorengore |
| 3        | Immunité          | Réserve Masai Mara              | Keekorok   |
| 4        | Arrivée           | Tour Kenyatta et Hôtel de ville | Nairobi    |

Jour 11

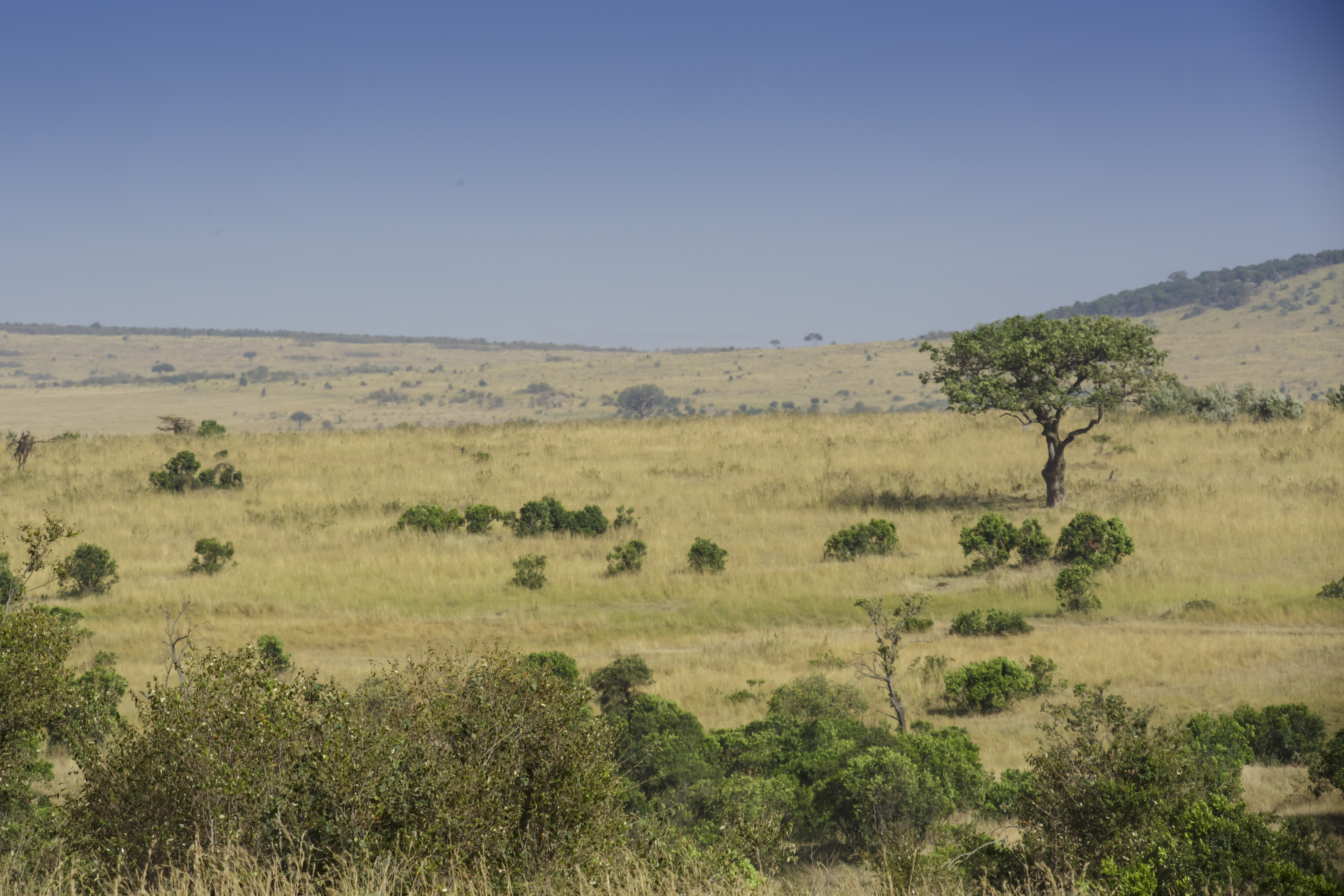
La Réserve Masai Mara.
Lieu de l'épreuve d'immunité

Les équipes démarrent la course avec pour mission de déguster le plus rapidement possible des pattes de poulet. Chaque fois qu'une équipe termine son plat, elle peut prendre la route, sans oublier de remettre une louche à l'équipe de son choix. Les équipes doivent se rendre sur la route menant à la Réserve Masai Mara à 235 kilomètres de là. En arrivant dans les trois premiers, Jean-Pierre et François, Ludovic et Samuel et Ingrid et Nicolas se qualifient directement pour l'épreuve d'immunité et le bonus exceptionnel : une nuit dans un lodge en plein milieu de la Réserve Masai Mara. En revanche, pour les autres équipes, la route continue. Il reste une place à gagner. Les équipes doivent retrouver un drapeau Pékin Express à 20 kilomètres de là. Pour s'y rendre, les équipes ont à disposition cinq 4x4, mais ils n'ont pas la même quantité d'essence. Certains véhicules s'arrêteront donc plus tôt. Les équipes doivent terminer la course à pied. Karim et Leïla sont les premiers candidats à rejoindre le drapeau. Ils remportent le bonus et leur place pour l'épreuve d'immunité. Les équipes sélectionnées vont profiter d'une nuit dans le lodge Keekorok, un lodge 5 étoiles. En guise de lot de consolation, les autres équipes partagent une soirée et une nuit avec une tribu Maasaï.
Jour 12
Les 4 équipes sélectionnées pour l'épreuve d'immunité vont se transformer en chasseur d'animaux dans la Réserve Masai Mara. Avant de débuter l'épreuve, les candidats vont devoir trouver leur ranger à l'aide de leur 4x4. Une fois repéré, ils doivent parcourir la réserve pour photographier un maximum d'animaux du Big five. Chaque animal vaut un certain nombre de points. Après 3H30 d'épreuve, les équipes sont également jugées sur les photos prises pendant leur safari. Avec un total de 7500, Jean-Pierre et François remportent l'immunité.
La course reprend sous la règle des équipes mixées. Jean-Pierre et François, immunisés, vont devoir composer les nouvelles équipes. Ils décident de mettre en duo (le pousseur étant le premier des candidats): Ludovic et Karim / Denis et Laëtitia / Isabelle et César / Leïla et Nicolas / Dianéba et Luc / Ingrid et Samuel / Clémence et Pierre. Ces nouvelles équipes doivent faire de la marche pour rejoindre la route principale. La nuit tombe rapidement et les équipes doivent trouver un hébergement pour la route.
Jour 13
La course reprend et les équipes ont 250 kilomètres à parcourir pour rejoindre Nairobi. Sur place, les équipes mixées doivent monter les marches de la Tour Kenyatta. Stéphane Rotenberg attend les équipes en haut de la tour. C'est dans la salle de réception de l'hôtel de ville de Nairobi que les équipes découvrent le classement. En étant la seule équipe non-mixée, Jean-Pierre et François remportent l'étape et l'amulette de 7.000€. Dianéba est la dernière parmi les pousseurs à arriver. Elle fait perdre son équipe d'origine et entraîne Laëtitia dans sa chute. Cependant, l'étape est non-éliminatoire. Les demi-sœurs au grand cœur continuent la course avec un handicap.

### Étape 5 - Une étape infernale
| Parcours | Infos              | Adresses                                                       | Villes  |
| -------- | ------------------ | -------------------------------------------------------------- | ------- |
| 1        | Départ et Mission  | Parc Uhuru, Giraffe Center, Jardin Uhuru et Musée Karen Blixen | Nairobi |
| 2        | Immunité           | Village et Plantation de sisal                                 | Voi     |
| 3        | Mission et Arrivée | Parc Treasury et Fort Jesus                                    | Mombasa |

Jour 15

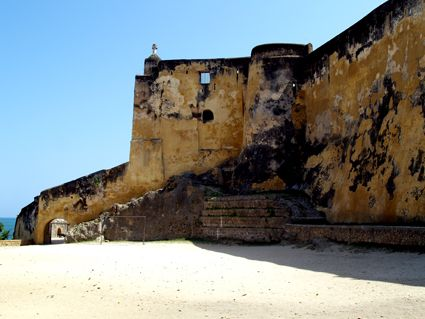
Le Fort Jesus.
Lieu d'arrivée de l'étape

En arrivant dernières de l'étape précédente, Laëtitia et Dianéba vont devoir faire toute la course avec un handicap. Elles reçoivent chacune un pack vacances (une chaise longue, un parasol, une serviette et une valise). La course démarre de Nairobi, avec une première course qui permet à l'équipe qui l'emporte de profiter d'un bonus. Au programme : Hôtel de luxe, massage et plongée sous-marine à Malindi. Les équipes doivent rejoindre le Giraffe Center à 16 kilomètres de là. Sur place, les équipes doivent se faire embrasser par une girafe, avant de pouvoir repartir en direction du Jardin Uhuru à 11 kilomètres de là. Sur place, les équipes doivent réussir un casse-tête pour retrouver le lieu de l'arrivée. Elles doivent imbriquer différentes pièces de puzzle entre-elles, représentant chacune un lieu emblématique de Nairobi. La dernière pièce correspond au Musée Karen Blixen à 12 kilomètres. Karim et Leïla sont les premiers arrivés. Ils décrochent leur place pour la 6ème étape en Tanzanie, et vont pouvoir profiter du bonus.
Pour les autres équipes, la course reprend en direction de Voi qui se situe à 350 kilomètres. Jean-Pierre et François arrivent premiers. Ils n'ont pas besoin de chercher d'hébergement pour la nuit. Ils sont hébergés chez Francis, un cultivateur de sisal. Luc et Clémence, Ludovic et Samuel, Ingrid et Nicolas, Denis et César et Pierre et Isabelle arrivent à leurs tours et décrochent leurs places pour l'épreuve d'immunité du lendemain. Toutes les équipes doivent chercher un hébergement pour la nuit.
Jour 16
L'épreuve d'immunité démarre. Les 6 équipes sélectionnées sont réparties en 2 groupes. D'un côté: Ludovic et Samuel, Luc et Clémence et Jean-Pierre et François. Et de l'autre: Pierre et Isabelle, Denis et César et Ingrid et Nicolas. Les équipes vont devoir réaliser un parcours d'obstacle et récolter un maximum de sisal en 10 minutes de temps. L'équipe qui à la fin de la manche a récolté le plus de sisal va en manche 2. Pierre et Isabelle, Denis et César et Ingrid et Nicolas se qualifient pour la seconde manche. Cette manche consiste à tenir en équilibre sur des plans inclinés. Pierre et Isabelle sont les premiers éliminés de la manche. Ce sont finalement Denis et César qui sont immunisés.
La course reprend en direction de Mombasa à 170 kilomètres de là, sous la règle de la balise infernale. Les équipes ont rendez-vous au parc Treasury. Sur place, ils découvrent une enveloppe avec les ultimes instructions, ce qui les mène à pied au Fort Jesus, situé à 500 mètres.
Toutes les équipes sont arrivées, et c'est dans le Fort Jesus que Stéphane Rotenberg annonce le classement. Pierre et Isabelle, les ex-fiancés, arrivent en première position. Ils remportent l'amulette de 7.000€. Pour Laëtitia et Dianéba, leur handicap leur aura été fatal. L'enveloppe noire annonce une étape éliminatoire. Elles sont éliminées de l'aventure.

### Étape 6 - Les massais du Kilimandjaro
| Parcours | Infos               | Adresses     | Villes       |
| -------- | ------------------- | ------------ | ------------ |
| 1        | Mission et Immunité | Village      | Olpopongi    |
| 2        | Immunité            | Kilimandjaro | Kilimandjaro |
| 3        | Départ              | Village      | Engare       |
| 4        | Mission et Arrivée  | Marché       | Same         |

Jour 19

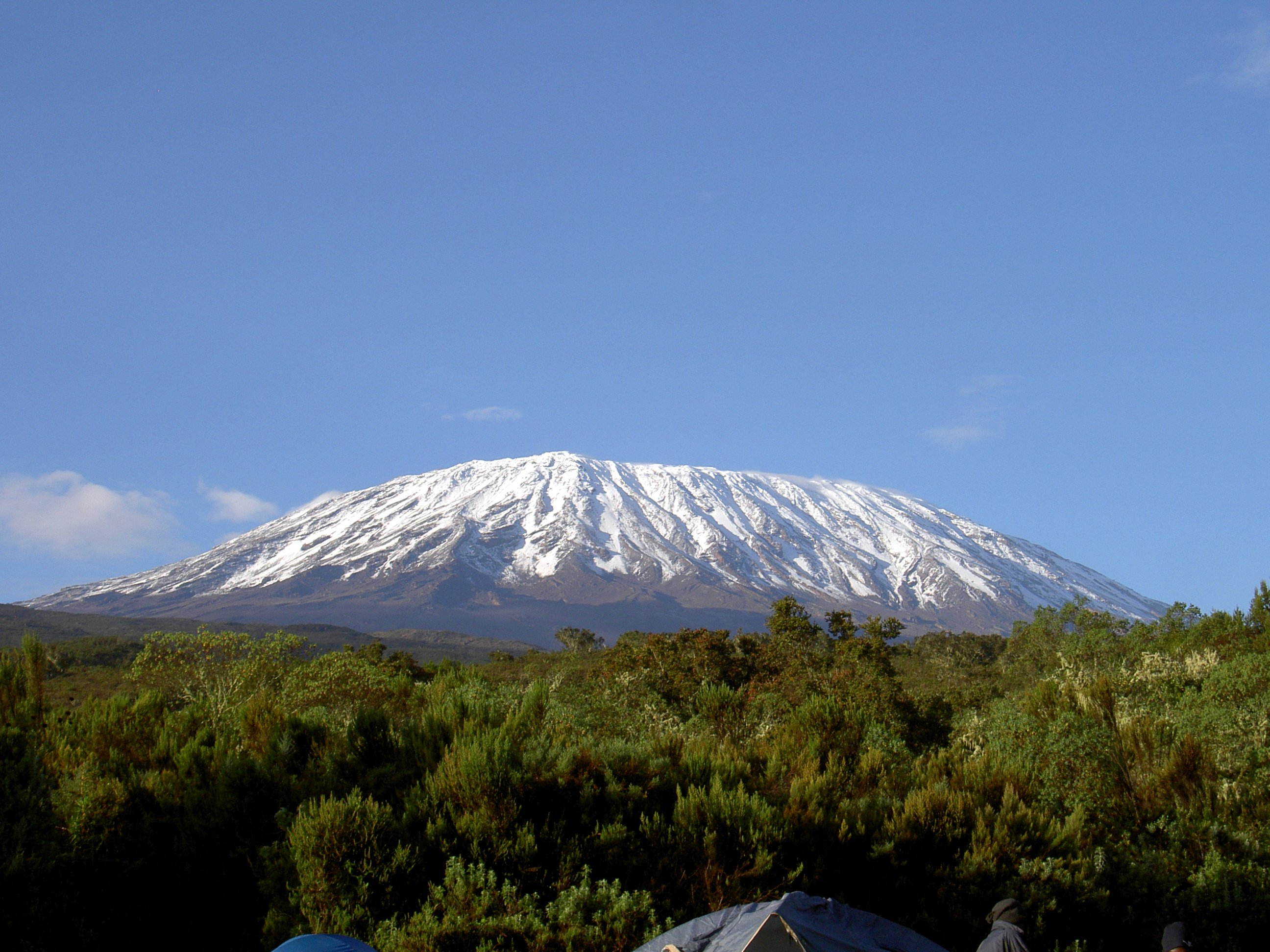
Le Kilimandjaro.
Accueille le trek de cette saison

Les équipes démarrent la course dans le village massaï de Olpopongi. Les équipes participent à un jeu de départ. Le gagnant pourra déterminer les équipes qui participeront à l'épreuve d'immunité Kilimandjaro, et les équipes qui participeront à l'épreuve d'immunité massaï. Pour ce jeu, les équipes vont devoir s'habiller en massaï et défiler devant un jury. À ce jeu, Karim et Leïla sont les plus forts et l'emportent. Ils choisissent de participer à l'épreuve Kilimandjaro aux côtés de Luc et Clémence, Ludovic et Samuel, Pierre et Isabelle et Ingrid et Nicolas. De leur côté, Jean-Pierre et François et César et Denis restent avec les massaï.
Les équipes Kilimandjaro vont débuter le trek. Ils vont devoir, avant de prendre le départ, tirer à l'arc et toucher une cible située à 8 mètres. Une à une, les équipes prennent le départ, Karim et Leïla en tête. Les équipes démarrent à 3000 mètres d'altitude, et vont devoir monter jusqu'à 4200 mètres dans la journée. Pierre et Isabelle sont les premiers à arriver au camp de base. Ils repartiront premiers le lendemain. Ludovic et Samuel partent 10 minutes après les ex-fiancés. Luc et Clémence partent 22 minutes après, Karim et Leïla attendent 34 minutes avant de prendre le départ. Enfin, Ingrid et Nicolas partent avec 47 minutes de retard sur les ex-fiancés. De leur côté, les équipes massaï découvrent le quotidien de ce peuple incroyable.
Jour 20
Le trek reprend. Les équipes repartent en fonction de leur ordre d'arrivée la veille. Elles doivent maintenant atteindre les 4500 mètres pour pouvoir l'emporter. Le trek dure 1,5 kilomètre. Pierre et Isabelle sont les premiers à arriver au sommet. Ils remportent l'immunité Kilimandjaro. Du côté du village Massaï, Jean-Pierre et François et Denis et César s'affrontent dans une épreuve de feu. Ils ont 2 heures pour réussir à faire du feu. Malheureusement, aucune équipe n'a réussi. Seuls Pierre et Isabelle sont immunisés.
La course reprend à Engare avec en ligne de mire la ville de Same à 170 kilomètres de là. Mais après quelques kilomètres, la balise sonne la fin de la course. Les équipes peuvent trouver un endroit pour la nuit.
Jour 21
La course redémarre. Les équipes ont rendez-vous au marché de Same. Mais avant de valider leurs arrivées, les équipes se voient confier une sandale par Stéphane Rotenberg avec pour mission de retrouver la 2ème sandale identique sur le marché. Karim et Leïla valident la mission en premiers. Ils remportent l'étape et l'amulette de 7.000€. Pour Denis et César, c'est la dernière place. Heureusement pour eux, l'enveloppe noire annonce une étape non-éliminatoire. Ils continuent la course avec un handicap.

### Étape 7 - Sorcellerie et magie noire

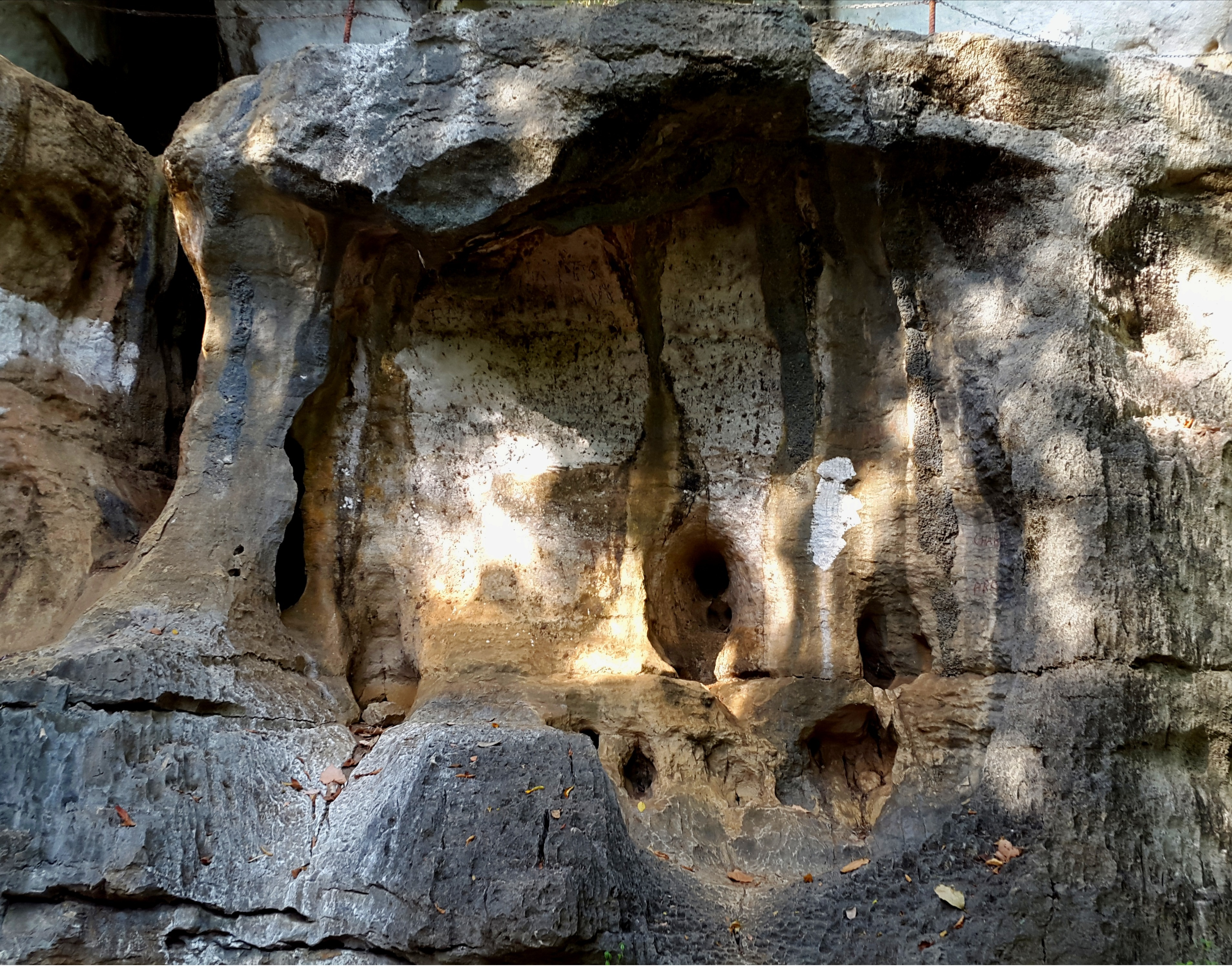
Les Grottes d'Amboni.
Lieu d'une mission de l'étape

| Parcours | Infos               | Adresses                         | Villes       |
| -------- | ------------------- | -------------------------------- | ------------ |
| 1        | Départ et Mission   | Village                          | Same         |
| 3        | Mission et Immunité | Grottes d'Amboni et Bibliothèque | Tanga        |
| 4        | Drapeau rouge       | Village                          | Pongwe       |
| 5        | Arrivée             | Marché aux poissons              | Dar es Salam |

## Progression des équipes
|                     | Présentation des équipes                                           | Étapes           | Étapes             | Étapes             | Étapes                 | Étapes                 | Étapes                 | Étapes                   | Étapes                   | Étapes              | Étapes              | Étapes              | Étapes                   | Étapes                   | Étapes                   | Étapes                   | Étapes              | Étapes              |
| 1                   | Présentation des équipes                                           | 2                | 3                  | 4                  | 5                      | 6                      | 7                      | 8                        | 9                        | 10                  | 11                  | 11                  | 11                       | 12                       | 12                       | 12                       | 12                  |                     |
| ------------------- | ------------------------------------------------------------------ | ---------------- | ------------------ | ------------------ | ---------------------- | ---------------------- | ---------------------- | ------------------------ | ------------------------ | ------------------- | ------------------- | ------------------- | ------------------------ | ------------------------ | ------------------------ | ------------------------ | ------------------- | ------------------- |
| Drapeau de l'Égypte | Drapeau de l'Égypte                                                | Drapeau du Kenya | Drapeau du Kenya   | Drapeau du Kenya   | Drapeau de la Tanzanie | Drapeau de la Tanzanie | Drapeau de la Tanzanie | Drapeau d'Afrique du Sud | Drapeau d'Afrique du Sud | Drapeau du Lesotho  | Drapeau du Lesotho  | Drapeau du Lesotho  | Drapeau d'Afrique du Sud | Drapeau d'Afrique du Sud | Drapeau d'Afrique du Sud | Drapeau d'Afrique du Sud |                     |                     |
| 1°                  | Jean-Pierre et François Les bourgeois décalés 43 ans - 38 ans      | 7e               | 2e                 | 9e                 | 1er                    | 3e                     | 4e                     | 6e                       | 3e                       | 3e                  | 2e                  | 2e                  | 2e                       | 2e                       | 1er                      | 1er                      | 1er                 | 1er                 |
| 1°                  | Jean-Pierre et François Les bourgeois décalés 43 ans - 38 ans      |                  |                    |                    |                        |                        |                        |                          |                          |                     |                     |                     | -                        | NE                       | -                        | -                        | -                   | -                   |
| 2°                  | Ludovic et Samuel Les frères survoltés 29 ans - 31 ans             | 5e               | 3e                 | 4e                 | 4e                     | 6e                     | 3e                     | 3e                       | 2e                       | 1er                 | 1er                 | 1er                 | 1er                      | 1er                      | 2e                       | 2e                       | 2e                  | 2e                  |
| 2°                  | Ludovic et Samuel Les frères survoltés 29 ans - 31 ans             |                  |                    |                    |                        |                        |                        |                          |                          |                     |                     |                     |                          |                          |                          |                          |                     |                     |
| 3°                  | Karim et Leïla Les jeunes mariés 28 ans - 27 ans                   | 3e               | 6e                 | 3e                 | 3e                     | -                      | 1er                    | 1er                      | 1er                      | 2e                  | 3e                  | 3e                  | 3e                       | 3e                       | Éliminés (étape 11)      | Éliminés (étape 11)      | Éliminés (étape 11) | Éliminés (étape 11) |
| 3°                  | Karim et Leïla Les jeunes mariés 28 ans - 27 ans                   |                  |                    |                    |                        |                        |                        |                          |                          |                     |                     | NE                  | E                        |                          | Éliminés (étape 11)      | Éliminés (étape 11)      | Éliminés (étape 11) | Éliminés (étape 11) |
| 4°                  | Ingrid et Nicolas Les inconnus célibataires 27 ans - 30 ans        | 2e               | 5e                 | 1er                | 2e                     | 4e                     | 2e                     | 2e                       | 5e                       | 5e                  | 4e                  | Éliminés (étape 10) | Éliminés (étape 10)      | Éliminés (étape 10)      | Éliminés (étape 10)      | Éliminés (étape 10)      | Éliminés (étape 10) | Éliminés (étape 10) |
| 4°                  | Ingrid et Nicolas Les inconnus célibataires 27 ans - 30 ans        |                  |                    |                    |                        |                        |                        |                          | E                        |                     |                     | Éliminés (étape 10) | Éliminés (étape 10)      | Éliminés (étape 10)      | Éliminés (étape 10)      | Éliminés (étape 10)      | Éliminés (étape 10) | Éliminés (étape 10) |
| 5°                  | Denis et César Les inconnus que tout oppose 54 ans - 48 ans        | 8e               | 4e                 | 5e                 | 7e                     | 5e                     | 6e                     | 5e                       | 4e                       | 4e                  | Éliminés (étape 9)  | Éliminés (étape 9)  | Éliminés (étape 9)       | Éliminés (étape 9)       | Éliminés (étape 9)       | Éliminés (étape 9)       | Éliminés (étape 9)  | Éliminés (étape 9)  |
| 5°                  | Denis et César Les inconnus que tout oppose 54 ans - 48 ans        |                  |                    |                    |                        |                        | NE                     |                          |                          | E                   | Éliminés (étape 9)  | Éliminés (étape 9)  | Éliminés (étape 9)       | Éliminés (étape 9)       | Éliminés (étape 9)       | Éliminés (étape 9)       | Éliminés (étape 9)  | Éliminés (étape 9)  |
| 6°                  | Luc et Clémence Les retraités ambitieux 60 ans - 62 ans            | 9e               | 7e                 | 7e                 | 5e                     | 2e                     | 5e                     | 4e                       | 6e                       | Éliminés (étape 8)  | Éliminés (étape 8)  | Éliminés (étape 8)  | Éliminés (étape 8)       | Éliminés (étape 8)       | Éliminés (étape 8)       | Éliminés (étape 8)       | Éliminés (étape 8)  | Éliminés (étape 8)  |
| 6°                  | Luc et Clémence Les retraités ambitieux 60 ans - 62 ans            |                  |                    |                    |                        |                        | E                      |                          |                          | Éliminés (étape 8)  | Éliminés (étape 8)  | Éliminés (étape 8)  | Éliminés (étape 8)       | Éliminés (étape 8)       | Éliminés (étape 8)       | Éliminés (étape 8)       | Éliminés (étape 8)  | Éliminés (étape 8)  |
| 7°                  | Pierre et Isabelle Le couple divorcé 39 ans - 37 ans               | 6e               | 8e                 | 2e                 | 6e                     | 1er                    | 7e                     | 7e                       | Éliminés (étape 7)       | Éliminés (étape 7)  | Éliminés (étape 7)  | Éliminés (étape 7)  | Éliminés (étape 7)       | Éliminés (étape 7)       | Éliminés (étape 7)       | Éliminés (étape 7)       | Éliminés (étape 7)  | Éliminés (étape 7)  |
| 7°                  | Pierre et Isabelle Le couple divorcé 39 ans - 37 ans               |                  |                    |                    |                        | E                      |                        |                          | Éliminés (étape 7)       | Éliminés (étape 7)  | Éliminés (étape 7)  | Éliminés (étape 7)  | Éliminés (étape 7)       | Éliminés (étape 7)       | Éliminés (étape 7)       | Éliminés (étape 7)       | Éliminés (étape 7)  | Éliminés (étape 7)  |
| 8°                  | Laëtitia et Dianéba Les demi-soeurs au grand coeur 32 ans - 25 ans | 4e               | 9e                 | 6e                 | 8e                     | 7e                     | Éliminées (étape 5)    | Éliminées (étape 5)      | Éliminées (étape 5)      | Éliminées (étape 5) | Éliminées (étape 5) | Éliminées (étape 5) | Éliminées (étape 5)      | Éliminées (étape 5)      | Éliminées (étape 5)      | Éliminées (étape 5)      | Éliminées (étape 5) | Éliminées (étape 5) |
| 8°                  | Laëtitia et Dianéba Les demi-soeurs au grand coeur 32 ans - 25 ans |                  | E                  |                    | NE                     | E                      | Éliminées (étape 5)    | Éliminées (étape 5)      | Éliminées (étape 5)      | Éliminées (étape 5) | Éliminées (étape 5) | Éliminées (étape 5) | Éliminées (étape 5)      | Éliminées (étape 5)      | Éliminées (étape 5)      | Éliminées (étape 5)      | Éliminées (étape 5) | Éliminées (étape 5) |
| 9°                  | Julie et Nathalie La mère et la fille fusionnelles 19 ans - 44 ans | 1re              | 1re                | 8e                 | Éliminées (étape 3)    | Éliminées (étape 3)    | Éliminées (étape 3)    | Éliminées (étape 3)      | Éliminées (étape 3)      | Éliminées (étape 3) | Éliminées (étape 3) | Éliminées (étape 3) | Éliminées (étape 3)      | Éliminées (étape 3)      | Éliminées (étape 3)      | Éliminées (étape 3)      | Éliminées (étape 3) | Éliminées (étape 3) |
| 9°                  | Julie et Nathalie La mère et la fille fusionnelles 19 ans - 44 ans | E                |                    |                    | Éliminées (étape 3)    | Éliminées (étape 3)    | Éliminées (étape 3)    | Éliminées (étape 3)      | Éliminées (étape 3)      | Éliminées (étape 3) | Éliminées (étape 3) | Éliminées (étape 3) | Éliminées (étape 3)      | Éliminées (étape 3)      | Éliminées (étape 3)      | Éliminées (étape 3)      | Éliminées (étape 3) | Éliminées (étape 3) |
| 10°                 | Damien et Noëlla Un drôle de couple 49 ans - 48 ans                | 10e              | Éliminés (étape 1) | Éliminés (étape 1) | Éliminés (étape 1)     | Éliminés (étape 1)     | Éliminés (étape 1)     | Éliminés (étape 1)       | Éliminés (étape 1)       | Éliminés (étape 1)  | Éliminés (étape 1)  | Éliminés (étape 1)  | Éliminés (étape 1)       | Éliminés (étape 1)       | Éliminés (étape 1)       | Éliminés (étape 1)       | Éliminés (étape 1)  | Éliminés (étape 1)  |
| 10°                 | Damien et Noëlla Un drôle de couple 49 ans - 48 ans                | E                | Éliminés (étape 1) | Éliminés (étape 1) | Éliminés (étape 1)     | Éliminés (étape 1)     | Éliminés (étape 1)     | Éliminés (étape 1)       | Éliminés (étape 1)       | Éliminés (étape 1)  | Éliminés (étape 1)  | Éliminés (étape 1)  | Éliminés (étape 1)       | Éliminés (étape 1)       | Éliminés (étape 1)       | Éliminés (étape 1)       | Éliminés (étape 1)  | Éliminés (étape 1)  |

| Étape                    | Étape | Étape       | Binômes participants | Gagnants                                                                |
| ------------------------ | ----- | ----------- | --- | ----------------------------------------------------------------------- |
| Drapeau de l'Égypte      | 1     | Immunités   | Jean-Pierre et François - Damien et Noëlla - Pierre et Isabelle                                                                                                | Jean-Pierre et François                                                 |
| Drapeau de l'Égypte      | 2     | Immunités   | Ludovic et Samuel - Pierre et Isabelle - Karim et Leïla | Pierre et Isabelle                                                      |
| Drapeau du Kenya         | 3     | Immunités   | Luc et Clémence - Laëtitia et Dianéba - Jean-Pierre et François - Karim et Leïla                                                                               | Karim et Leïla                                                          |
| Drapeau du Kenya         | 4     | Immunités   | Jean-Pierre et François - Ludovic et Samuel - Ingrid et Nicolas - Karim et Leïla                                                                               | Jean-Pierre et François                                                 |
| Drapeau du Kenya         | 5     | Immunités   | Jean-Pierre et François - Luc et Clémence - Ludovic et Samuel Ingrid et Nicolas - Denis et César - Pierre et Isabelle                                          | Denis et César                                                          |
| Drapeau de la Tanzanie   | 6     | Immunités   | Épreuve 1 : Karim et Leila - Pierre et Isabelle - Luc et Clémence - Ingrid et Nicolas - Ludovic et Samuel Épreuve 2 : Jean-Pierre et François - Denis et César | Pierre et Isabelle                                                      |
| Drapeau de la Tanzanie   | 7     | Immunités   | Ludovic et Samuel - Jean-Pierre et François - Ingrid et Nicolas                                                                                                | Jean-Pierre et François                                                 |
| Drapeau de la Tanzanie   | 8     | Sprints     | Luc et Clémence - Denis et César - Karim et Leïla Jean-Pierre et François - Ingrid et Nicolas - Ludovic et Samuel                                              | Karim et Leïla Ludovic et Samuel Jean-Pierre et François Denis et César |
| Drapeau d'Afrique du Sud | 9     | Immunité    | Ludovic et Samuel - Karim et Leïla - Ingrid et Nicolas | Ingrid et Nicolas                                                       |
| Drapeau d'Afrique du Sud | 10    | Immunité    | Jean-Pierre - Ingrid - Ludovic - Leïla | Ludovic et Samuel                                                       |
| Drapeau du Lesotho       | 11    | Demi-finale | Demi-finale | Demi-finale                                                             |
| Drapeau d'Afrique du Sud | 12    | Finale      | Finale | Finale                                                                  |

Légende
- Un résultat en vert indique que l'équipe est immunisée.
- Un résultat en rouge indique que l'équipe est arrivée dernière.
- Ce logo  indique que l'équipe a eu le drapeau rouge.
- Ce logo  indique que l'équipe avait le drapeau noir à l'arrivée.
- Ce logo  indique que l'équipe a remporté une amulette de 7.000€. En version miniature , que l'équipe s'est vu remettre une amulette de 7.000€ après le départ d'une équipe, ou a volé l'amulette d'une autre équipe dans le cadre de la finale.
- Ce logo  indique que l'équipe a remporté une amulette d'or de 10.000€, 12.000€ ou 15.000€. En version miniature , que l'équipe a reçu une amulette d'or après le départ d'une équipe, ou a volé l'amulette d'une autre équipe dans le cadre de la finale.
- Les sigles E et NE indiquent le résultat de l'étape (Éliminatoire ou Non-Éliminatoire).
- L'『encadré vert』 indique que l'équipe avait en sa possession le dossard vert.

Notes
- Jean-Pierre et François ont participé à la saison 8 de Pékin Express.
- Ludovic et Samuel ont participé à la saison 8 de Pékin Express. Puis, à la première saison d'itinéraire bis. Ludovic a participé au French Tour de Pékin Express aux côtés de son cameraman et ami, Skippy.
- Ingrid a participé à la saison 13 de Pékin Express, aux côtés de Fabrice, candidat de la saison 12.
- Denis a participé à la saison 9 de Pékin Express, aux côtés de Sarah, une inconnue.
- Damien et Noëlla ont participé à la saison 8 de Pékin Express. Puis Noëlla a participé à la saison 10 de Pékin Express, aux côtés d'Eric en formant le duo belge.

## La demi-finale
Lors de la demi-finale, l'étape fut divisée en 3 différentes épreuves : le vainqueur remportant une amulette d'or d'une valeur croissante de 10 000 €, 12 000 €, puis 15 000 €, et l'équipe arrivant dernière se voyant dans l'obligation de tirer au sort une enveloppe noire. Il y a donc 3 enveloppes noires différentes, deux étant non éliminatoires et une étant éliminatoire. Au terme de l'étape, l'on apprend que l'enveloppe tirée par Karim et Leïla lors de la seconde épreuve est éliminatoire, leur parcours dans la compétition s'achève ainsi aux portes de la grande finale. L'autre enveloppe fut tirée par Jean-Pierre et François mais était non éliminatoire. Ludovic et Samuel ne s'étant jamais classés derniers, n'eurent donc pas à tirer d'enveloppe noire.
Voici le classement de chaque épreuve :
1re épreuve :
Les candidats partent tout d'abord de Butha-Buthe en stop pour tenter de rallier la ville de Mokhotlong. Durant le trajet, ils sont arrêtés une première fois par Stéphane Rotenberg, les obligeant à parcourir 4 km à pied en compagnie d'animaux. Ludovic et Samuel partent avec une vache, Jean-Pierre et François avec 3 chèvres et Karim et Leïla avec 2 ânes. Arrivés à un drapeau vert, les concurrents peuvent reprendre l’auto-stop jusqu'à ce qu'ils croisent de nouveau le directeur de course, leur imposant une course à vélo. Après que les équipes ont décroché l'enveloppe leur indiquant le nombre de vélos à emporter, Jean-Pierre et François se retrouvent avec 2 vélos, Ludovic et Samuel avec un seul pour eux deux et Karim et Leïla avec 3, soit un de trop. Parvenus au prochain drapeau vert, les participants se remettent au stop jusqu'à l'aéroport de Mokhotlong qui voit arriver les amis du sud-ouest en tête, quelques secondes avant les frères belges mais loin devant les jeunes mariés.
1er: Jean-Pierre et François (Amulette d'or) : 10 000€)
2e : Ludovic et Samuel
3e: Karim et Leïla (enveloppe noire)

2e épreuve :
La seconde épreuve est une course contre la montre : les candidats doivent tout d'abord parcourir 7 km jusqu'à la cascade de Maletsunyane (près de Semonkong - hauteur : 204 m) dont ils effectuent la descente en rappel, puis ils doivent remonter 7 km pour arriver à un drapeau qui leur indique où se poursuit la suite de ce trek. Les concurrents doivent trouver une amulette d'or dans un périmètre délimité sur un plan que ne peut pas voir le candidat qui la cherche. L'autre reste donc devant et communique les informations dont il dispose par talkie-walkie à son partenaire. Ludovic, François et Karim partent pour tenter de trouver l'amulette pendant que Samuel, Jean-Pierre et Leïla les aident respectivement à réussir le plus vite possible. Au total, Ludovic et Samuel sont les vainqueurs de ce trek qu'ils ont effectué en 2 h 58 et conservent ainsi l'amulette acquise d'une valeur de 12 000 €. La lutte pour ne pas être dernier est serrée mais finalement, Jean-Pierre et François ont été plus rapides que Karim et Leïla de 3 minutes et ont réalisé cette épreuve en 3 h 40. Ces derniers reçoivent une enveloppe noire qui leur est d'ailleurs fatale.
1er : Ludovic et Samuel (Amulette d'or : 12 000€)
2e : Jean-Pierre et François
3e: Karim et Leïla (enveloppe noire)

3e épreuve :
Pour le dernier jour de course, les candidats ont rendez-vous à Maseru, la capitale du Lesotho. Mais avant, il leur faut réussir une mission dans un petit village pour découvrir le lieu exact d’arrivée. Chaque équipe doit alors rembobiner une pelote de fil déroulée aux quatre coins d’un atelier en veillant à ne surtout pas casser le fil, sous peine d’être éliminée de l’épreuve.
1er : Karim et Leïla (Amulette d'or) : 15 000€)
2e : Ludovic et Samuel
3e: Jean-Pierre et François (enveloppe noire)

Ouverture des enveloppes
Enveloppe 1 (tirée par Karim et Leïla): non éliminatoire
Enveloppe 2 (tirée par Karim et Leïla) : éliminatoire
Enveloppe 3 (tirée par Jean-Pierre et François) : non éliminatoire

## La finale
La finale s'est déroulée au Cap en Afrique du Sud.

### Les finalistes
Les participants de la finale sont :
- Ludovic et Samuel
- Jean-Pierre et François

### Le déroulement
Avant le grand sprint final, quatre épreuves ont lieu, avec à la clé pour le premier une amulette de l'équipe adverse.
Pour la première course à l'amulette, les finalistes ont dû effectuer un saut d'avion à 3 000 mètres d'altitude et descendre en parachute vers des dunes. Sur place, dans un périmètre délimité, ils doivent, parmi vingt plaques métalliques enterrées sous le sable, trouver celle qui contient l'adresse de l'arrivée: Taal Monument. C'est Ludovic et Samuel qui remportent cette première course.
Pour la deuxième course à l'amulette, les finalistes doivent se rendre dans un vignoble, récolter un maximum de raisin, le presser avec les pieds dans un tonneau et récolter le jus pour remplir un ballon de vingt-trois litres, avant d'obtenir l'adresse de l'arrivée. Cependant, un incident imprévu complique la situation: François, en sortant du tonneau, se blesse au genou! Il est transporté d'urgence à l'hôpital, laissant Ludovic et Samuel filer vers l'arrivée et remporter une nouvelle amulette. Heureusement pour François, la blessure était moyenne et son équipe peut poursuivre la course, même si sa douleur lui représente un handicap conséquent.
Pour la troisième course, les deux duos doivent, avec l'aide des locaux, construire cinq cents pâtés de sable sur la plage de Camps Bay, à valider par un arbitre. Par la suite, ils obtiennent l'adresse de l'arrivée (Kalk Bay), et c'est encore Ludovic et Samuel qui parviennent au drapeau en première position.
Pour l'ultime course à l'amulette, les équipes doivent se rendre dans une ferme d'autruche. Sur place, il faut porter à deux un œuf sur un support très étroit, en franchissant de nombreux obstacles. Si l'œuf tombe, l'équipe doit repasser l'obstacle en cours ou précédent. Seulement une fois le parcours terminé, les candidats obtiennent le lieu d'arrivée: le Cap de Bonne-Espérance. Ludovic et Samuel remportent une quatrième amulette de Jean-Pierre et François, élevant leur cagnotte à 93 000 euros et ne laissant que 7 000 euros à Jean-Pierre et François.

### Le sprint final et les vainqueurs
Le sprint final peut commencer! Seule la première équipe arrivée valide sa cagnotte et transforme ses amulettes en argent. Les deux binômes doivent d'abord se rendre au Cap, deuxième ville d'Afrique du Sud. Entrés dans la ville, ils doivent rejoindre trois endroits différents, et à chacun d'entre eux, ils doivent répondre à une question sur l'aventure, posée par des équipes éliminées.
Première question à l'Hôtel de Ville: Où s'est jouée la première épreuve d'immunité ? Alexandrie (par Damien et Noëlla)
Deuxième question à Camps Bay: Quelle est la hauteur de la cascade à descendre au Lesotho ? 204 mètres (par Karim et Leïla)
Troisième question à la Grande Roue: Quel était le lieu d'arrivée de la cinquième étape ? Fort Jesus (par Pierre et Isabelle)
Il faut répondre correctement à la question posée pour partir immédiatement vers le lieu de la question suivante, sinon l'équipe écope de trois minutes de pénalité avant de partir. Attention, les équipes sont obligées de changer de véhicule et de chauffeur entre chaque question. Une fois les trois questions passées, il faut se rendre à un quatrième endroit (Lower Main Street) pour connaître la destination finale : Rhodes Memorial. Les derniers kilomètres sont à parcourir à pied.
Les vainqueurs de cette septième édition de Pékin Express sont finalement Jean-Pierre et François, qui allument le flambeau 12 minutes avant Ludovic et Samuel. Ils remportent du même coup la somme de 7 000 euros, issue de la seule amulette qu'il leur restait après les quatre transferts d'amulettes avant le sprint, somme à laquelle s'ajoutent 3 000 euros afin de totaliser 10 000 euros, la somme minimale promise aux vainqueurs (jamais un duo gagnant n'avait remporté si peu dans l'histoire du jeu).

## Audimat

### Pékin Express: La Route des grands fauves
| Épisode            | Jour et heure de diffusion          | Téléspectateurs | Part de marché (sur les 4 ans et plus) | Classement des audiences de la soirée | Référence |  |
| ------------------ | ----------------------------------- | --------------- | -------------------------------------- | ------------------------------------- | --------- |  |
| 1                  | Mercredi 20 avril 2011 20:50-23:30  | 2 743 000       | 12,7 %                                 | 3e                                    | [ 12 ]    |  |
| 2                  | Mercredi 27 avril 2011 20:50-23:30  | 2 748 000       | 12,6 %                                 | 4e                                    | [ 13 ]    |  |
| 3                  | Mercredi 4 mai 2011 20:50-00:00     | 2 434 000       | 12,0 %                                 | 4e                                    | [ 14 ]    |  |
| 4                  | Mercredi 11 mai 2011 20:50-00:00    | 2 566 000       | 12,8 %                                 | 4e                                    | [ 15 ]    |  |
| 5                  | Jeudi 19 mai 2011 20:50-23:35       | 2 116 000       | 10,1 %                                 | 4e                                    | [ 16 ]    |  |
| 6                  | Mercredi 25 mai 2011 20:50-23:35    | 2 430 000       | 11,9 %                                 | 3e                                    | [ 17 ]    |  |
| 7                  | Mercredi 1er juin 2011 20:50-23:35  | 2 479 000       | 11,7 %                                 | 4e                                    | [ 18 ]    |  |
| 8                  | Mercredi 8 juin 2011 20:50-23:35    | 2 547 000       | 11,6 %                                 | 3e                                    | [ 19 ]    |  |
| 9                  | Mercredi 15 juin 2011 20:50-23:35   | 2 786 000       | 13 %                                   | 2e                                    | [ 20 ]    |  |
| 10                 | Mercredi 22 juin 2011 20:50-23:30   | 2 856 000       | 12.8%                                  | 3e                                    | [ 21 ]    |  |
| 11                 | Mercredi 29 juin 2011 20:50-23:30   | 2 848 000       | 12.8%                                  | 3e                                    | [ 22 ]    |  |
| 12                 | Mercredi 6 juillet 2011 20:50-23:30 | 2 983 000       | 14,0 %                                 | 3e                                    | [ 23 ]    |  |
|                    |                                     |                 |                                        |                                       |           |  |
| Bilan de la saison | Bilan de la saison                  | 2 628 000       | 12,3 %                                 | –                                     |           |  |

Légende
- plus hauts scores d'audiences
- plus bas scores d'audiences

### Pékin Express: Ils vous disent tout
| Épisode | Jour et heure de diffusion          | Téléspectateurs | Part de marché (sur les 4 ans et plus) | Classement des audiences de la soirée | Référence |
| ------- | ----------------------------------- | --------------- | -------------------------------------- | ------------------------------------- | --------- |
| 1       | Mercredi 6 juillet 2011 23:30-00:30 | 1 200 000       | 16,0 %                                 |                                       | [ 23 ]    |